# یوزغاد
یوزگات (به ترکی استانبولی: Yozgat) که همچنین به نام‌های یوزگاد و سابقاً بوزوک شناخته می‌شود، یکی از شهرهای ترکیه و مرکز استان یوزگات است.